# Cupcakke
Елізабет Еден Гарріс (англ. Elizabeth Eden Harris; нар. 31 травня 1997, Чикаго) — американська співачка, реперка, авторка-виконавиця під псевдонімом Cupcakke (Капкейк).
Гарріс відома гіперсексуалізованою, нахабною і часто гумористичною манерою виконання треків. Подібний образ вона використовує і поза сценою. З дебюту Гарріс надбала сильну фанбазу під назвою «slurpers». Вона використовує свої пісні для залучення уваги до прав ЛГБТ-спільноти, проблем расизму, розширення прав і можливостей жінок.

## Кар'єра
Гарріс почала реп-кар'єру, завантаживши в інтернет свої треки наприкінці 2012 року. У 2015 дві її пісні, «Deepthroat» і «Vagina» стали вірусними на відеоресурсах, таких як «YouTube» і «WorldStarHipHop». Пісні були пізніше включені в її дебютний мікстейп, Cum Cake (2016), поміщений на 23 позицію в рейтингу журналу Rolling Stone «Кращі реп-альбоми 2016».
Її другий мікстейп, S. T. D (Shelters to Deltas) вийшов у 2016 році і був включений в новий список Rolling Stone «Кращі реп-альбоми 2016». Капкейк також потрапила в огляди таких видань як Complex і The Fader.
У тому ж році вийшов її дебютний студійний альбом Audacious. Її другий студійний альбом Queen Elizabitch вийшов 2017 року. 2018 року вийшов третій студійний альбом Ephorize. 2018 року Гарріс випустила четвертий альбом Eden.

## Дискографія

### Студійні альбоми
- Audacious (2016)
- Queen Elizabitch (2017)
- Ephorize (2018)
- Eden (2018)

### Мікстейпи
- Cum Cake (2016)
- S.T.D (Shelters to Deltas) (2016)

## Концертні тури
- The Marilyn Monhoe Tour (2017)[7]
- Queen Elizabitch Tour (2017)[8]
- The Ephorize Tour (2018)[9]
- The Eden Tour (2018—2019)[10]